# Suicidal Tendencies (album)
Suicidal Tendencies è il primo album dei Suicidal Tendencies, pubblicato nel 1983 per l'etichetta discografica Frontier Records. Considerato uno degli album con maggiori vendite e di maggior successo del punk rock, Suicidal Tendencies è stato ben accolto dagli appassionati e dalla critica e la trasmissione del suo unico singolo, "Institutionalized" (il cui video musicale fu uno dei primi video hardcore punk ad essere trasmesso su MTV), portò considerevole popolarità al gruppo. L'album ebbe una notevole influenza sull'allora emergente genere del thrash metal e del suo sottogenere crossover.

## Descrizione
La copertina di Suicidal Tendencies ritrae un'immagine dei membri del gruppo appesi a testa in giù, scattata Glen E. Friedman, che produsse l'album. Lo sfondo sia del fronte che del retro mostra varie magliette fatte in casa dei Suicidal Tendencies.
"I Shot the Devil" era inizialmente intitolata "I Shot Reagan". Sembra che la band sia stata contattata dall'FBI per cambiarne il nome. Il gruppo alla fine utilizzó il titolo originale nel foglio dei testi.
Il chitarrista Jon Nelson fu accreditato nelle prime edizioni dell'album, ma in seguito fu corretto con Grant Estes. Nelson aveva già lasciato la band prima dell'inizio del progetto. Nel 1989, a causa di vari problemi di diritti e pubblicazione con Frontier Records, Muir e la nuova incarnazione del gruppo registrarono nuovamente l'album, ripubblicandolo nel 1993 come Still Cyco After All These Years, un disco (per lo più) fedele all'originale, a cui furono aggiunte due canzoni da Join the Army e una canzone mai pubblicata in precedenza, intitolata "Don't Give Me Your Nothin'".

## Accoglienza
Suicidal Tendencies ha ricevuto recensioni principalmente positive. Steve Huey di AllMusic ha assegnato all'album 9/10 e lo ha definito "veloce, furioso e divertente", affermando che "deve più all'hardcore punk che al successivo ibrido hardcore/heavy metal per cui il gruppo sarebbe divenuto celebre, ma che è probabilmente il suo miglior album." Huey ha aggiunto che "Mike Muir si dimostra un paroliere articolato e un commentatore, trattando soggetti come alienazione, depressione e politica anticonformista con intelligenza e humor." Pushead di Maximumrocknroll ha descritto Suicidal Tendencies come "thrash metal violento e violento" e definito la band "un ciclone urlante di pura potenza e determinazione". Pushead ha anche affermato che "questo LP mostra perché hanno un così folto seguito."
Il critico Ira Robbins ha scritto che "Metà cantata, metà recitata e costruita su improvvisi cambi di ritmo, 'Institutionalized' è un'unica, devastante, colonna portante. Una delle espressioni quintessenziali dell'epoca di dislocazione adolescenziale, converte le incomprensioni del divario generazionale in una completa interruzione delle comunicazioni, incapsulando tutta la sociologia punk di film come Repo Man e Suburbia in quattro minuti."

## Tracce
1. Suicide's An Alternative, You'll Be Sorry
2. Two Sides Politics
3. I Shot The Devil
4. Subliminal
5. Won't Fall In Today
6. Institutionalized
7. Memories Of Tomorrow
8. Possessed
9. I Saw Your Mommy
10. Fascist Pig
11. I Want More
12. Suicidal Failure

### Tracce bonus
1. Possessed To Skate
2. Human Guinea Pig
3. Two Wrongs Don't Make A Right

## Formazione
- Mike Muir – voce
- Grant Estes – chitarra
- Louiche Mayorga – basso, voce secondaria
- Amery Smith – batteria